# Elecciones generales de la República Chechena de Ichkeria de 1991
Se celebraron elecciones generales en la República Chechena de Ichkeria el 27 de octubre de 1991. Además de elegir al Presidente, los votantes también eligieron a los miembros del Parlamento de la República Chechena de Ichkeria, órgano legislativo de la república separatista.
En ellas, Dzhokhar Dudayev fue declarado como ganador de las elecciones. 

## Preparativos
El 17 de septiembre de 1991, un decreto del Comité Ejecutivo del Congreso Nacional del Pueblo Checheno ordenó que las elecciones presidenciales se celebraran el 19 de octubre de 1991 y las parlamentarias el 27 de octubre de 1991. Sin embargo, ambas elecciones se realizaron simultáneamente el 27 de octubre.

## Resultados
Un total de 458.144 votantes (el 72% de un total de 638.608) participaron en las elecciones. Según las declaraciones oficiales, 412.671 electores (90,1%) votaron a Dudayev. Observadores de varios países (Georgia, Letonia, Lituania y Estonia), así como representantes de organizaciones no gubernamentales de otros estados, estuvieron presentes en las elecciones y no detectaron ninguna violación grave.

### Presidenciales
| Candidato                 | Partido                   | Votos   | %    |
| ------------------------- | ------------------------- | ------- | ---- |
| Dzhojar Dudáyev           | Independiente             | 412.671 | 90.1 |
| Otros                     | Otros                     | 45.473  | 9.9  |
| Inválidos/Votos en blanco | Inválidos/Votos en blanco | -       | -    |
| Total                     | Total                     | 458.144 | 100  |

## Reacciones
El Consejo Supremo Provisional de Chechenia-Ingushetia y sus partidarios declararon que las elecciones presidenciales y parlamentarias en la autoproclamada Chechenia estaban amañadas y se negaron a reconocer su resultado. El Consejo de Ministros de la RASS de Chechenia-Ingushetia, los jefes de las empresas y de los departamentos gubernamentales y los jefes de varios distritos de la RASS de Chechenia-Ingushetia no reconocieron los resultados de las elecciones. El analista político Andrei Savelyev calificó estas elecciones como una farsa. Según él, no participaron no más del 10% de los votantes.
Seis distritos de la república autónoma cuya población no aceptó el procedimiento electoral propuesto por los separatistas fueron excluidos de participar en las elecciones. La población rusófona no participó en la votación. Los medios de comunicación locales estaban firmemente controlados por los separatistas, por lo que declaraban a sus oponentes como "enemigos del pueblo". 